# Castillo Aya
El Castillo Aya (綾城 Aya-jō?) es un castillo japonés localizado en Aya, prefectura de Miyazaki en Japón.

## Historia
El castillo Aya fue construido entre los años 1331 y 1334 y debe su nombre al hombre que coordinó la construcción, el cual se llamaba a sí mismo “aya”, aunque su nombre real era Koshiro Yoghito. Su familia controló el castillo hasta el período Muromachi, cuando el clan Itō ganó su control. El clan Shimazu asedió el castillo durante 1577. Más tarde, Toyotomi Hideyoshi conquistaría el castillo y lo controlaría por 10 años. En 1615, el castillo fue destruido debido a un decreto que ordenaba que cada han tuviera sólo un castillo.
El tenshu, o castillo principal fue reconstruido en 1985 en madera y su construcción se basó en fotografías de los castillos de su época. Al día de hoy aloja un museo que contiene objetos relacionados con su historia.